# Anton Witaljewitsch Mindlin
Anton Witaljewitsch Mindlin (russisch Антон Витальевич Миндлин; * 9. Juli 1985 in Chabarowsk) ist ein ehemaliger russischer Bahn- und Straßenradrennfahrer.

## Sportliche Laufbahn
Anton Mindlin gewann 2002 bei den Bahnrad-Europameisterschaften der Junioren in Büttgen die Bronzemedaille in der Mannschaftsverfolgung. Im Jahr darauf wurde er in Moskau Europameister und Weltmeister in selbiger Disziplin. 2004 erhielt er einen Vertrag bei dem Radsportteam Lokomotiv. 2006 wechselte er zu Tinkoff Restaurants und 2008 fuhr er für das Continental Team Cinelli-OPD. Auf der Straße gelangen ihm keine größeren Erfolge, so dass er im selben Jahr seine Radsportlaufbahn beendete.

## Erfolge – Bahn
2002
- – Mannschaftsverfolgung (mit Michail Ignatjew, Nikolai Trussow und Maksym Averin)

2003
- Junioren-Weltmeister – Mannschaftsverfolgung (mit Michail Ignatjew, Nikolai Trussow und Kirill Demura)
- Junioren-Europameister – Mannschaftsverfolgung (mit Nikolai Trussow, Wladimir Issaitschew und Michail Ignatjew)

## Teams
- 2004 Lokomotiv
- 2007 Team Tinkoff Credit Systems
- 2008 Cinelli-OPD